# Aclastus flagellatus
Aclastus flagellatus är en stekelart som först beskrevs av Davis 1897.  Aclastus flagellatus ingår i släktet Aclastus och familjen brokparasitsteklar. Inga underarter finns listade i Catalogue of Life.